# Bojkowci
Bojkowci (bułg. Бойковци) – wieś w Bułgarii, w obwodzie Wielkie Tyrnowo, w gminie Elena. W 2024 roku liczyła 40 mieszkańców.